# Сен Базил ле Гран (Квебек)
Сен Базил ле Гран (фр. Saint-Basile-le-Grand) је град у Канади у покрајини Квебек. Према резултатима пописа 2011. у граду је живело 16.736 становника.

## Становништво
Према резултатима пописа становништва из 2011. у граду је живело 16.736 становника, што је за 7,2% више у односу на попис из 2006. када је регистровано 15.605 житеља.
| 2006.  | 2011.  |
| ------ | ------ |
| 15.605 | 16.736 |